# Inselrinde

Bei Betrachtung des Gehirns von außen ist die Inselrinde (rot) wegen ihrer versteckten Lage kaum sichtbar

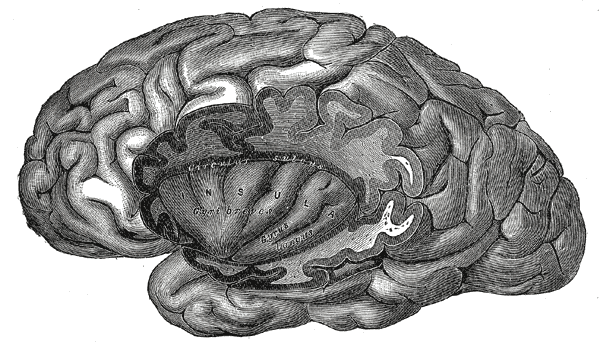
Auf dieser anatomischen Zeichnung sind die operculären Abschnitte entfernt, sodass die darunterliegende Inselrinde sichtbar wird.

Die Inselrinde, auch Inselcortex, Cortex insularis, Lobus insularis, Insula, Insel, Reil-Insel oder Reilsche Insel (nach Johann Christian Reil, der sie 1796 erstmals beschrieb) genannt, ist ein Teil der Großhirnrinde. Zu jeder Hälfte des Großhirns (Telencephalon) gehört eine Insel; sie wird von den Opercula des Stirn-, Scheitel- und Schläfenlappens bedeckt.
In der pränatalen Entwicklung des Menschen ist das Größenwachstum der Insel geringer als das anderer Lappen des Großhirns, sodass deren Rindenanteile als Operculum frontale, Operculum frontoparietale und Operculum temporale die Insula überdecken. Infolge dieser Operkularisierung (Deckelung) liegt sie in der Tiefe des Sulcus lateralis, in der Fossa lateralis cerebri. Die Insel wird durch den Sulcus circularis von den Opercula abgegrenzt. Vom Inselpol strahlen fünf bis neun Windungen fächerförmig aus, der Sulcus centralis insulae teilt sie in einen vorderen Bereich mit den Gyri breves insulae und einen hinteren mit dem Gyrus longus insulae. Mit ihrem Limen insulae (Inselschwelle) genannten Pol grenzt sie an die paläokortikale Substantia perforata rostralis. Die Inselrinde selbst zählt zum Neocortex.
Ontogenetisch stellt die Insel jenen Anteil der Großhirnhemisphäre dar, der mit dem Hemisphärenstiel verbunden ist. Von diesem Bereich ausgehend vollzieht sich während der Entwicklung einer Großhirnhälfte deren Ausdehnung, und damit ihre oberflächliche Gliederung in vier verschiedene Lappen: in frontaler Richtung (Frontalhirn), in parietaler (Parietalhirn), in okzipitaler (Okzipitalhirn) und in temporaler (Temporallappen). Manche schlagen die Insel dem Temporalhirn zu, andere fassen sie als eigenes Gebilde auf.
Die funktionellen Leistungen der Inselrinde sind nicht vollständig geklärt. Sie wird gemeinsam mit Rindenbereichen des Schläfenlappenpols sowie orbitalen und medialen des Stirnlappens zum paralimbischen Cortex gezählt, der in enger Verbindung zu verschiedenen Anteilen des limbischen Systems steht. Hierbei nimmt die Inselrinde eine besondere Stellung ein, denn sie weist sowohl reziproke Verknüpfungen zu cingulären Rindenarealen und zur Amygdala auf als auch zu primären und assoziativen Arealen der Großhirnrinde. Während der hintere Inselbereich hauptsächlich somästhetische, auch nozizeptive, kinästhetische und akustische Informationen verarbeitet, sind es im vorderen Bereich vornehmlich olfaktorische, gustatorische und viszerale.
Die emotionale Bewertung von Schmerzen wird mit Bereichen der posterioren Inselrinde in Zusammenhang gebracht. Darüber hinaus gibt es Hinweise, dass hintere Teilbereiche der Insula für Wahrnehmungen des Gleichgewichtssinns von Bedeutung sind. Auch wird angenommen, dass Anteile der Inselrinde als assoziative Areale für auditives (insbesondere sprachvermitteltes) Denken fungieren.
Die Inselrinde der Gyri breves spielt hingegen bei der (bewussten) Wahrnehmung chemorezeptiv ausgelöster Signale für den Geschmackssinn eine Rolle (→ Gustatorischer Cortex), wohl ebenso bei Gerüchen.
Vordere Anteile der Insel sollen auch an empathischen Fähigkeiten beteiligt sein. Neuere Forschungen weisen auf einen Zusammenhang bei der Unterscheidung von Liebes- und Lustempfindungen hin, die jeweils zu leicht verschiedenen Aktivierungsmustern der Inselrinde führen.
Schädigungen der Insula durch einen Schlaganfall können dazu führen, dass selbst starke Raucher kein Verlangen nach Nikotin mehr verspüren. Wissenschaftler der University of Iowa nehmen gar an, dass durch diese Erkenntnisse Medikamente zur Bekämpfung der Nikotinsucht entwickelt werden könnten.